# Vilija Blinkevičiūtė

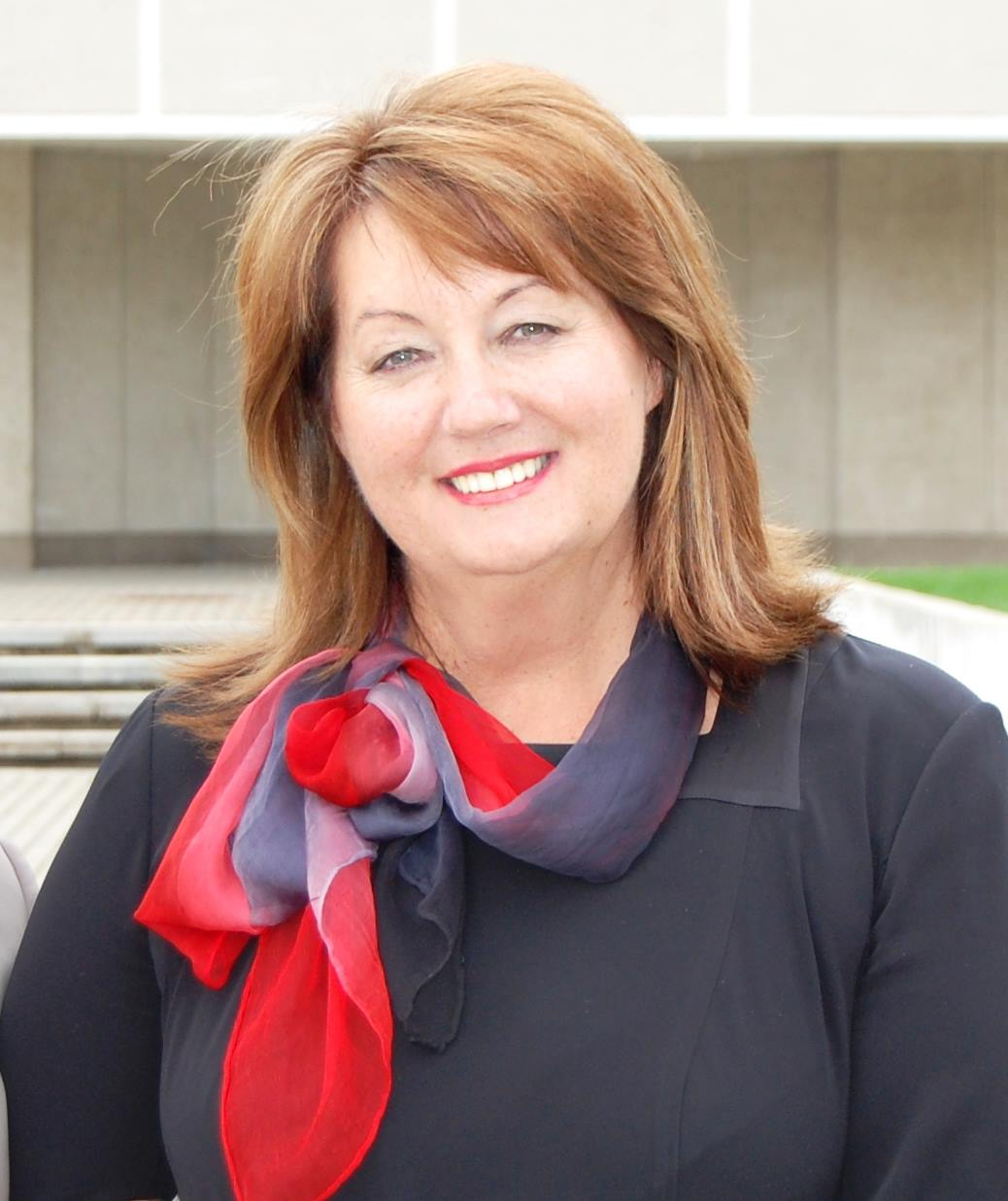
Vilija Blinkevičiūtė (2012)

Vilija Blinkevičiūtė (* 3. März 1960 in Linkuva, Rajon Pakruojis, Litauische SSR) ist eine litauische Politikerin (LSDP). Von 2021 bis 2025 war sie Vorsitzende ihrer Partei. Seit 2009 ist sie Mitglied des Europäischen Parlaments. Zuvor war sie von 2000 bis 2008 Sozial- und Arbeitsministerin Litauens sowie von 2004 bis 2009 Mitglied des Seimas.

## Leben
1978 absolvierte Vilija Blinkevičiūtė mit der Goldmedaille als Auszeichnung das Abitur an der Mittelschule Linkuva sowie von September 1978 bis Juni 1983 das Diplomstudium der Rechtswissenschaften an der Juristischen Fakultät der Universität Vilnius in Saulėtekis der litauischen Hauptstadt Vilnius.
Von 1983 bis 1990 war Vilija Blinkevičiūtė Revisorin des Sozialschutzministeriums Sowjetlitauens, Oberinspektorin an der Pensionenabteilung der Pensionenamt, von 1990 bis 1994 Konsultaltin der Abteilung für Regulierung der Arbeitsverhältnisse des Sozialschutzministeriums Litauens, danach Oberjuriskonsult, von 1994 bis 1996 Ministeriumssekretärin des Sozialschutz- und Arbeitsministeriums Litauens, von 1996 bis 2000 stellvertretende Sozialschutz- und Arbeitsministerin, vom 9. November 2000 bis 9. Dezember 2008 litauische Sozialschutz- und Arbeitsministerin.
Blinkevičiūtė war Kandidatin der Partei Naujoji Sąjunga bei der Präsidentschaftswahl in Litauen 2004, verpasste jedoch den Einzug in die Stichwahl.
Von 2004 bis 2009 war sie Mitglied des Seimas. Seit 2009 ist sie Mitglied des Europäischen Parlaments. 2021 wurde sie zur Vorsitzenden der sozialdemokratischen LSDP gewählt. Bei der Parlamentswahl in Litauen 2024 wurde die LSDP mit Blinkevičiūtė als Spitzenkandidatin stärkste Kraft. Sie erklärte jedoch anschließend, nicht als Premierministerin zur Verfügung zu stehen, sondern Europaabgeordnete bleiben zu wollen. Daraufhin wurde ihr Parteikollege Gintautas Paluckas als Ministerpräsident nominiert. Im Mai 2025 wurde sie auch im Parteivorsitz von Paluckas abgelöst.